# Hypocharassus farinosus
Hypocharassus farinosus är en tvåvingeart som beskrevs av Becker 1922. Hypocharassus farinosus ingår i släktet Hypocharassus och familjen styltflugor.
Artens utbredningsområde är Taiwan. Inga underarter finns listade i Catalogue of Life.